# بخش افرینه
بخش افرینه ، یکی از بخش‌های شهرستان معمولان در استان لرستان ایران است. مرکز این بخش، روستای افرینه است.مردم افرینه از ایل بالاگریوه و از طوایف جودکی،دیرک وند و رشنو هستند و بازبانهای لری بالاگریوه ای و لری طرهانی تکلم میکنند.جودکیها در مرکز بخش،قلعه نصیر و آبسرد،دیرکوندها در چمشک،کوگان و تایی و زیودارها در منطقه زیودار شامل چندین روستا مثل بن لار،سرنجه،زورانتل،طاق عباسعلی،برگلان سخته و... زندگی می کنند.

## تقسیمات کشوری
- بخش افرینه
  - دهستان افرینه
  - دهستان میانکوه شرقی

## جمعیت
بر پایه سرشماری عمومی نفوس و مسکن در سال ۱۳۹۵، جمعیت بخش افرینه برابر با ۶٬۷۱۱ نفر بوده‌است.